# Chickasaw (Alabama)
Chickasaw é uma cidade localizada no estado americano do Alabama, no Condado de Mobile.

## Demografia
Segundo o censo americano de 2000, a sua população era de 6364 habitantes.
Em 2006, foi estimada uma população de 6042, um decréscimo de 322 (-5.1%).

## Geografia
De acordo com o United States Census Bureau, a localidade tem uma área de 11,9 km², dos quais 11,5 km² cobertos por terra e 0,4 km² cobertos por água. Chickasaw localiza-se a aproximadamente 18 m acima do nível do mar.

## Localidades na vizinhança
O diagrama seguinte representa as localidades num raio de 24 km ao redor de Chickasaw.